# Monsieur et Madame sont pressés
Monsieur et Madame sont pressés è un cortometraggio del 1902 diretto da Ferdinand Zecca.

## Trama
Un uomo e una donna cercano di fare in fretta per uscire di casa. Tuttavia, ogni volta che cercano di vestirsi, i loro abiti si trasformano istantaneamente in un altro capo di abbigliamento, impedendo così loro di uscire di casa.